# Ljubiša Spajić
Ljubiša Spajić (Belgrado, 7 maart 1926 – aldaar, 28 maart 2004) was een Joegoslavisch voetballer en voetbaltrainer. Hij boekte veel succes bij clubs zoals Rode Ster Belgrado als speler maar als trainer deed hij het ook goed zoals bij Beşiktaş. Met Rode Ster wist hij vijfmaal kampioen te worden. Tevens was hij Joegoslavisch international. Hij won de zilveren medaille met zijn vaderland op de Olympische Zomerspelen 1956. De Joegoslavische legende stierf in 2004 op 78-jarige leeftijd in de stad waar hij geboren werd.